# Xerocomus squamulosus
Xerocomus squamulosus är en svampart som beskrevs av McNabb 1968. Xerocomus squamulosus ingår i släktet Xerocomus och familjen Boletaceae.   Inga underarter finns listade i Catalogue of Life.